# Funkturm Monte Ceneri
Der Funkturm Monte Ceneri ist ein freistehender Stahlfachwerkturm oberhalb des Monte-Ceneri-Passes auf dem Gebiet von Rivera in der Gemeinde Monteceneri im Kanton Tessin. Der zunächst gegen Erde isolierte Funkturm wurde 1933 mit einer Höhe von 120 Metern errichtet und diente als Landessender für die italienische Schweiz. 1978 wurde für den Mittelwellensender ein neuer abgespannter Mast errichtet. Er behielt die alte Bezeichnung Landessender Monte Ceneri, obwohl er sich östlich des alten Standorts befindet. Der Funkturm Monte Ceneri indes diente weiterhin als Grundnetzsender fürs Fernsehen. Später wurde der Mast auf eine Höhe von 135 Metern aufgestockt. Auf dem Gebiet des Sendemastes befindet sich heute eine Kaserne.
Der Funkturm Monte Ceneri ist ein Kulturgut von nationaler Bedeutung im Kanton Tessin.

## Frequenzen und Programme

### Digitales Fernsehen (DVB-T)
Der DVB-T Sendebetrieb wurde am 3. Juni 2019 eingestellt.
| Kanal | Frequenz (in MHz) | Multiplex | Programme im Multiplex                 | ERP (in kW) | Antennen- diagramm rund (ND) / gerichtet (D) | Polarisation horizontal (H) / vertikal (V) |
| ----- | ----------------- | --------- | -------------------------------------- | ----------- | -------------------------------------------- | ------------------------------------------ |
| 49    | 698               | SRG I01   | - RSI LA 1 - RSI LA 2 - RTS Un - SRF 1 | 14          | ND                                           | H                                          |

### Digitales Radio (DAB)
DAB wird in vertikaler Polarisation und im Gleichwellenbetrieb mit anderen Sendern ausgestrahlt.
| Block                      | Programme | ERP (in kW) | Antennendiagramm rund (ND), gerichtet (D) | Gleichwellennetz (SFN) |
| -------------------------- | --- | ----------- | ----------------------------------------- | --- |
| 12A SRG SSR I01 (SUI0005A) | DAB-Block der SRG SSR idée suisse: - Rete Uno (72 kbit/s) - Rete Due (96 kbit/s) - Rete Tre (72 kbit/s) - Radio SRF 1 (GR) (72 kbit/s) - Radio SRF 3 (64 kbit/s) - Radio SRF 4 News (48 kbit/s) - Radio SRF Musikwelle (54 kbit/s) - RTS Première (72 kbit/s) - RTS Couleur 3 (56 kbit/s) - RTS Option Musique (64 kbit/s) - Radio Rumantsch (72 kbit/s) - Radio Swiss Pop (64 kbit/s) - Radio Swiss Classic (64 kbit/s) - Radio Swiss Jazz (64 kbit/s) - Radio 3i (56 kbit/s) - Radio Fiume Ticino (72 kbit/s) - Radio Grischa (56 kbit/s) | 0,93        | D                                         | - Graubünden: Arvigo (Landarenca), Lostallo, Mesocco San Bernardino (Lagh Doss) - Tessin: Airolo (Stanga), Bedigliora (Monte Mondini), Brione (Piee), Camedo (Piazzoi), Carona (Monte San Salvatore), Castel San Pietro (Caviano), Cimadera (Gardada), Frasco (Costa), Gerra (Lutri), Gorduno (Piazza), Lugano (Monte Brè), Monte Generoso/Cima di Sassalto, Monte Tamaro/La Manera, Onsernone-Russo (Quiello), Pedrinate Chiasso, Peccia (Pian Mosello), Rivera (Monte Ceneri), Semione (Pizzo Matro), Someo (Costa Piana-Pizzo Castello) |

### Analoges Fernsehen (PAL)
Vor der Umstellung auf DVB-T diente der Sendestandort auch für analoges Fernsehen:
| Kanal | Frequenz (MHz) | Programm | ERP (kW) | Sendediagramm rund (ND)/ gerichtet (D) | Polarisation horizontal (H)/ vertikal (V) |
| ----- | -------------- | -------- | -------- | -------------------------------------- | ----------------------------------------- |
| 5     | 175,25         | TSI 1    | 6,9      | D                                      | H                                         |
| 46    | 671,25         | SRF 1    | 38,5     | D                                      | H                                         |
| 49    | 695,25         | TSR 1    | 39,5     | D                                      | H                                         |
| 55    | 743,25         | TSI 2    | 46       | D                                      | H                                         |